# Mac de câmp
 Macul de câmp (Papaver rhoeas) este o plantă cu flori din familia Papaveraceae. Este identic cu macul opiaceu. Semințele sunt utilizate în industria alimentară. În literatura persană macul roșu este considerat floarea iubirii. Perioada infloririi: Mai-Aprilie.